# Großsteingräber bei Drouwen
Die Großsteingräber bei Drouwen sind zwei benachbarte megalithische Grabanlagen der jungsteinzeitlichen Westgruppe der Trichterbecherkultur in Drouwen, einem Ortsteil von Borger-Odoorn in der niederländischen Provinz Drenthe. 1912 wurden sie von Jan Hendrik Holwerda und 1961–62 erneut von Albert Egges van Giffen großflächig archäologisch untersucht. Die Gräber tragen die Van-Giffen-Nummern D19 und D20.

## Lage
Die Gräber befinden sich am westlichen Ortsrand von Drouwen, südlich des Steenhopenweg. Grab D20 liegt nur etwa 10 m ostsüdöstlich von D19. In der näheren Umgebung gibt es zahlreiche weitere Großsteingräber: 1,2 km südwestlich befindet sich das Großsteingrab Drouwenerveld (D26), 1,3 km südöstlich die fünf Großsteingräber bei Bronneger (D21–D25), 2,6 km südsüdöstlich das Großsteingrab Borger (D27) und 3,4 km südsüdöstlich die beiden Großsteingräber bei Buinen (D28 und D29).

## Forschungsgeschichte

### 18. und 19. Jahrhundert
Die Existenz der Gräber wurde erstmals 1711 von Ludolf Smids erwähnt. Leonhardt Johannes Friedrich Janssen, Kurator der Sammlung niederländischer Altertümer im Rijksmuseum van Oudheden in Leiden, besuchte 1847 einen Großteil der noch erhaltenen Großsteingräber der Niederlande, darunter auch die Gräber bei Drouwen, und publizierte im folgenden Jahr das erste Überblickswerk mit Baubeschreibungen und schematischen Plänen der Gräber. Janssens Nachfolger Willem Pleyte unternahm 1874 zusammen mit dem Fotografen Jan Goedeljee eine Reise durch Drenthe und ließ dort erstmals alle Großsteingräber systematisch fotografieren. Auf Grundlage dieser Fotos fertigte er Lithografien an. Conrad Leemans, Direktor des Rijksmuseums, unternahm 1877 unabhängig von Pleyte eine Reise nach Drenthe. Jan Ernst Henric Hooft van Iddekinge, der zuvor schon mit Pleyte dort gewesen war, fertigte für Leemans Pläne der Großsteingräber an. Leemans’ Bericht blieb allerdings unpubliziert. 1878 erfolgte eine Dokumentation durch William Collings Lukis und Henry Dryden, die auf Anregung von Augustus Wollaston Franks die Provinz Drenthe bereisten und dabei sehr genaue Grundriss- und Schnittzeichnungen von 40 Großsteingräbern anfertigten. Die dabei in den Gräbern bei Drouwen gemachten Funde befinden sich heute im British Museum.

### 20. und 21. Jahrhundert
Zwischen 1904 und 1906 dokumentierte der Mediziner und Amateurarchäologe Willem Johannes de Wilde alle noch erhaltenen Großsteingräber der Niederlande durch genaue Pläne, Fotografien und ausführliche Baubeschreibungen. Seine Aufzeichnungen zu den Gräbern bei Drouwen sind allerdings verloren gegangen. 1912 führte Jan Hendrik Holwerda an beiden Gräbern eine archäologische Grabung durch. Die beiden Anlagen in Drouwen waren damit die ersten Großsteingräber in den Niederlanden, die mit modernen archäologischen Methoden untersucht wurden. 1918 dokumentierte Albert Egges van Giffen die beiden Anlagen für seinen Atlas der niederländischen Großsteingräber. 1961–1962 führte van Giffen weitere Grabungen durch. Anschließend wurden die Gräber restauriert. Eine weitere Restaurierung erfolgte 1998. Seit 1993 sind die Anlagen Nationaldenkmale (Rijksmonumenten). 2017 wurden die Anlagen zusammen mit den anderen noch erhaltenen Großsteingräbern der Niederlande in einem Projekt der Provinz Drente und der Reichsuniversität Groningen von der Stiftung Gratama mittels Photogrammetrie in einem 3D-Atlas erfasst.

## Beschreibung

### Grab D19

#### Architektur

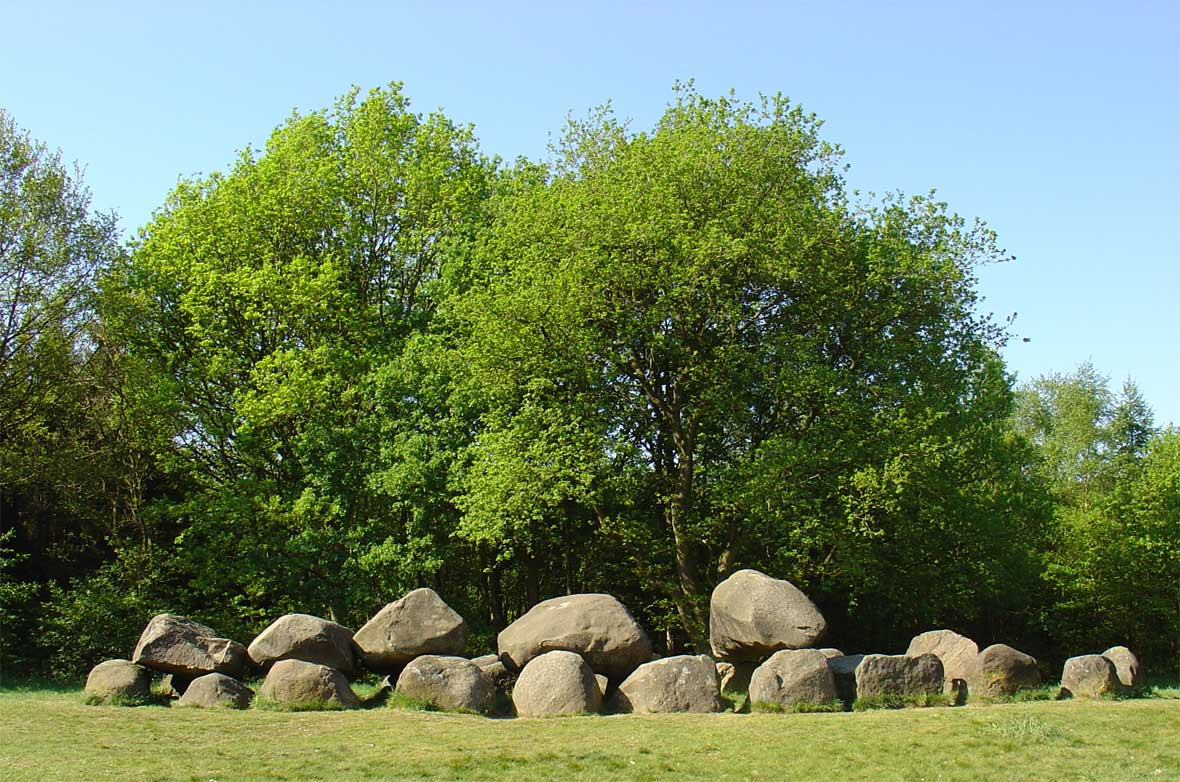
Grab D19

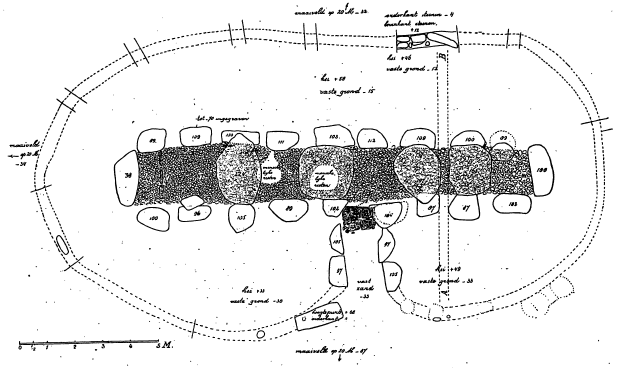
Grundriss von Grab D19 nach Holwerda

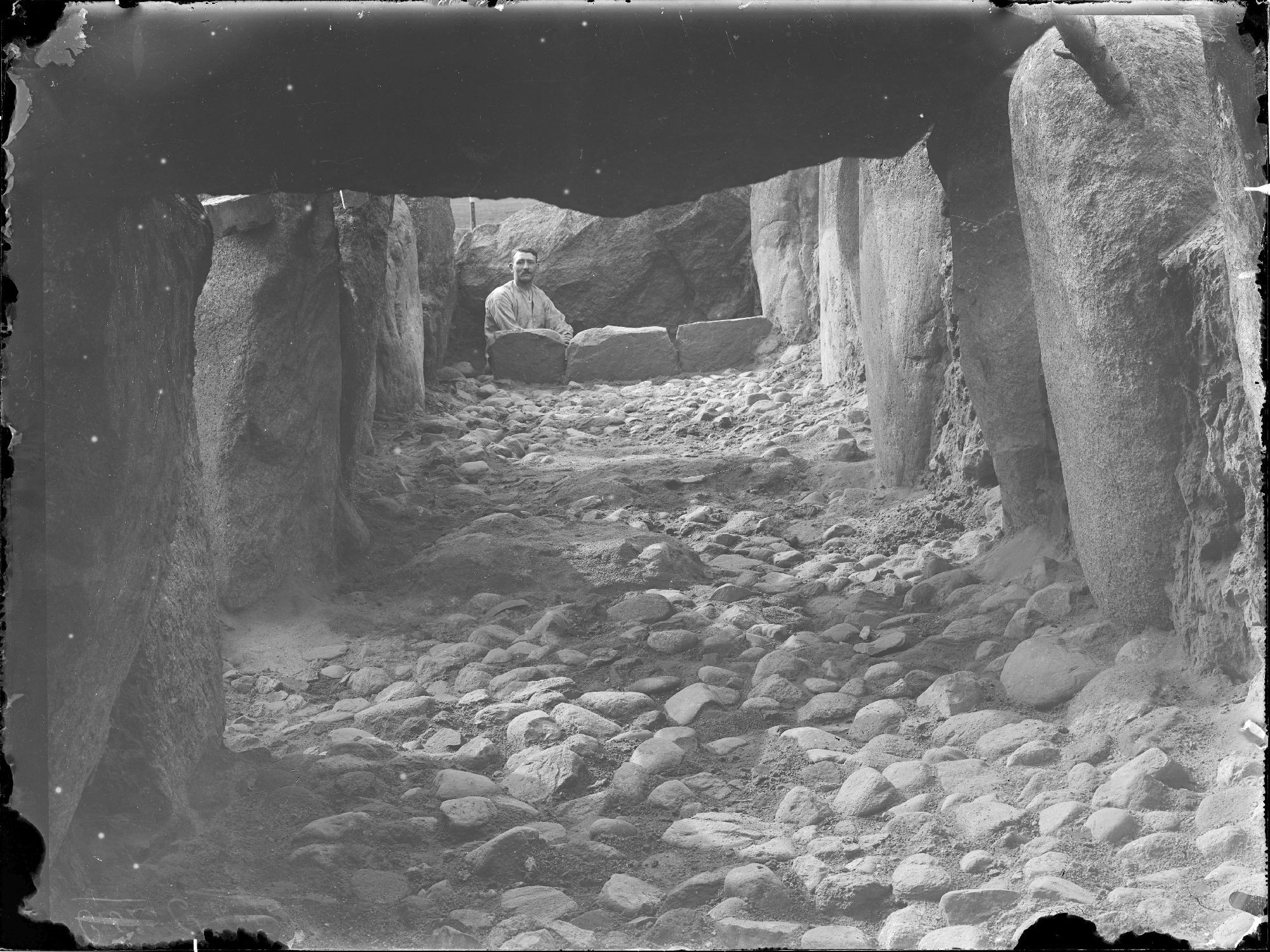
Das freigelegte Bodenpflaster des Großsteingrabs D19 bei Drouwen; im Hintergrund die Reihe aus senkrechten Steinplatten

Bei der Anlage handelt es sich um ein südost-nordwestlich orientiertes Ganggrab. Die ovale Hügelschüttung war bei Holwerdas Untersuchung noch 60–80 cm hoch. Von der einstigen Umfassung sind keine Steine mehr erhalten. Holwerda konnte aber noch mehrere Standspuren und Reste von Trockenmauerwerk ausmachen. Die Grabkammer hat eine Länge von 15,5 m und eine Breite von 3,5 m. Sie besitzt neun Wandsteinpaare an den Langseiten und je einen Abschlussstein an den Schmalseiten. Von den ursprünglich acht Decksteinen fehlt der nordwestlichste. Die beiden folgenden Steine liegen im Inneren der Kammer, während die restlichen fünf Decksteine auf den Wandsteinen aufliegen. Die Kammer besitzt ein Bodenpflaster aus Kies. Am nordwestlichen Kammerende fans Holwerda eine Reihe aus drei 70 cm langen und 30 cm hohen Platten, die einen kleinen Raum von 2 m Breite und 1 m Länge abtrennten. An der Mitte der südwestlichen Langseite befindet sich der Zugang. Ihm ist ein Gang aus zwei Wandsteinpaaren und einem Deckstein vorgelagert. Dieser Deckstein war bei der Restaurierung von 1998 wieder auf die Gangsteine aufgesetzt worden, wurde aber 2006 von Vandalen heruntergekippt und anschließend nicht wieder aufgesetzt. Mehrere hochkant stehende Steinplatten bilden eine Schwelle zwischen dem Gang und der Kammer.

#### Bestattungen
Holwerda konnte bei seiner Untersuchung von Grab D19 noch schlecht erhaltene Reste von menschlichen Skeletten feststellen. Hauptsächlich handelte es sich um Zähne und Reste von Kieferknochen.

#### Beigaben
Zu den Grabbeigaben gehörten über 400 Keramikgefäße der Trichterbecherkultur, 13 Feuerstein-Beile, weitere Feuersteingeräte, zehn Perlen aus Bernstein und Gagat sowie sechs Kupferfragmente. Bei letzteren handelt es sich um ein Bruchstück einer Scheibe, ein flaches Band, ein Bruchstück einer Blechrolle, ein Bruchstück eines Röhrchens und zwei Blechstücke. Vergleichbare Funde stammen aus dem Großsteingrab D28 bei Buinen und dem Großsteingrab Wapse (D52a). Bei all diesen Beigaben handelt es sich um die ältesten bekannten Metallgegenstände der Niederlande. Auch in mehreren Großsteingräbern in Nordrhein-Westfalen und im westlichen Niedersachsen wurden Metallgegenstände gefunden.
Weiterhin wurden Fragmente von zwei endneolithischen Glockenbechern geborgen.

Keramik aus Grab D19
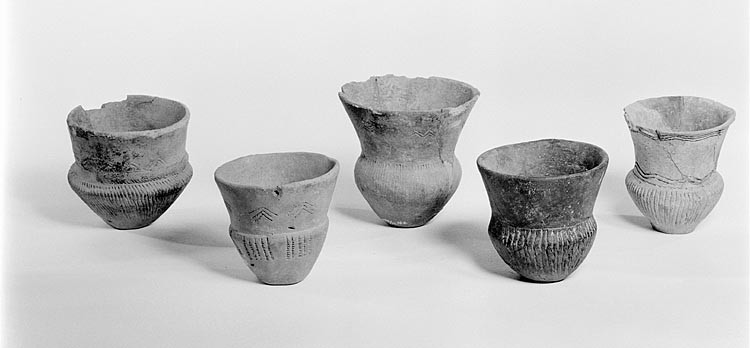
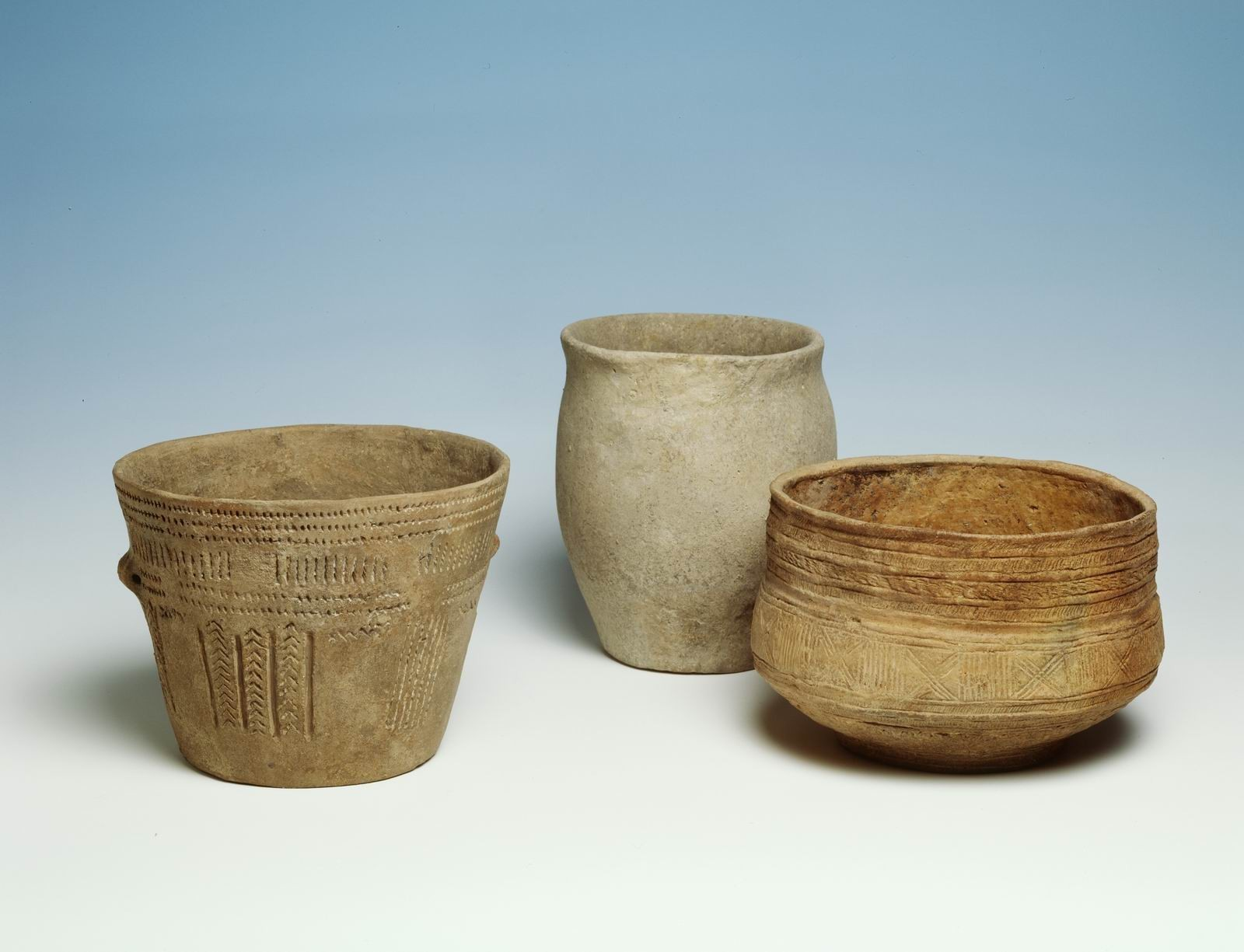
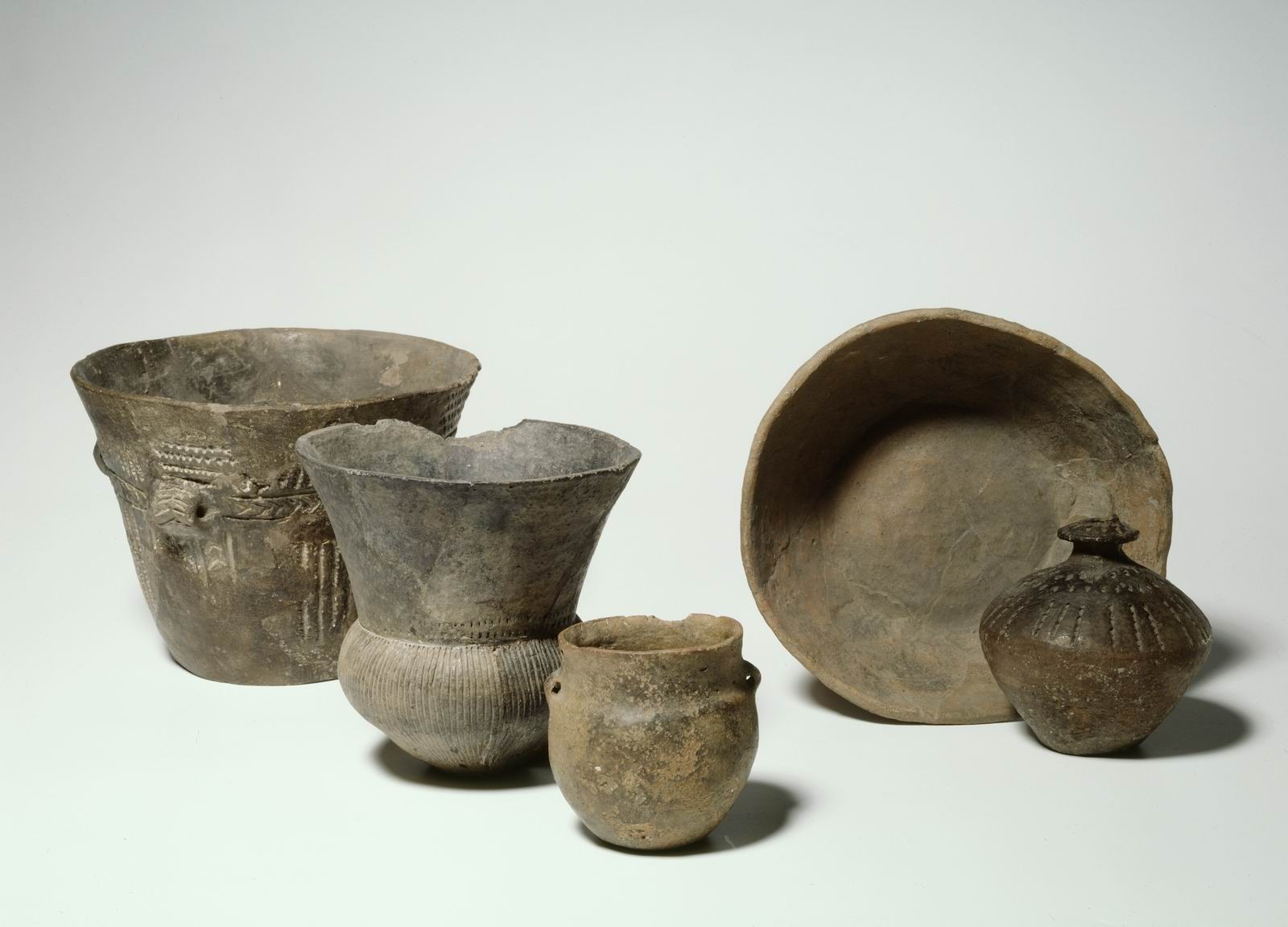
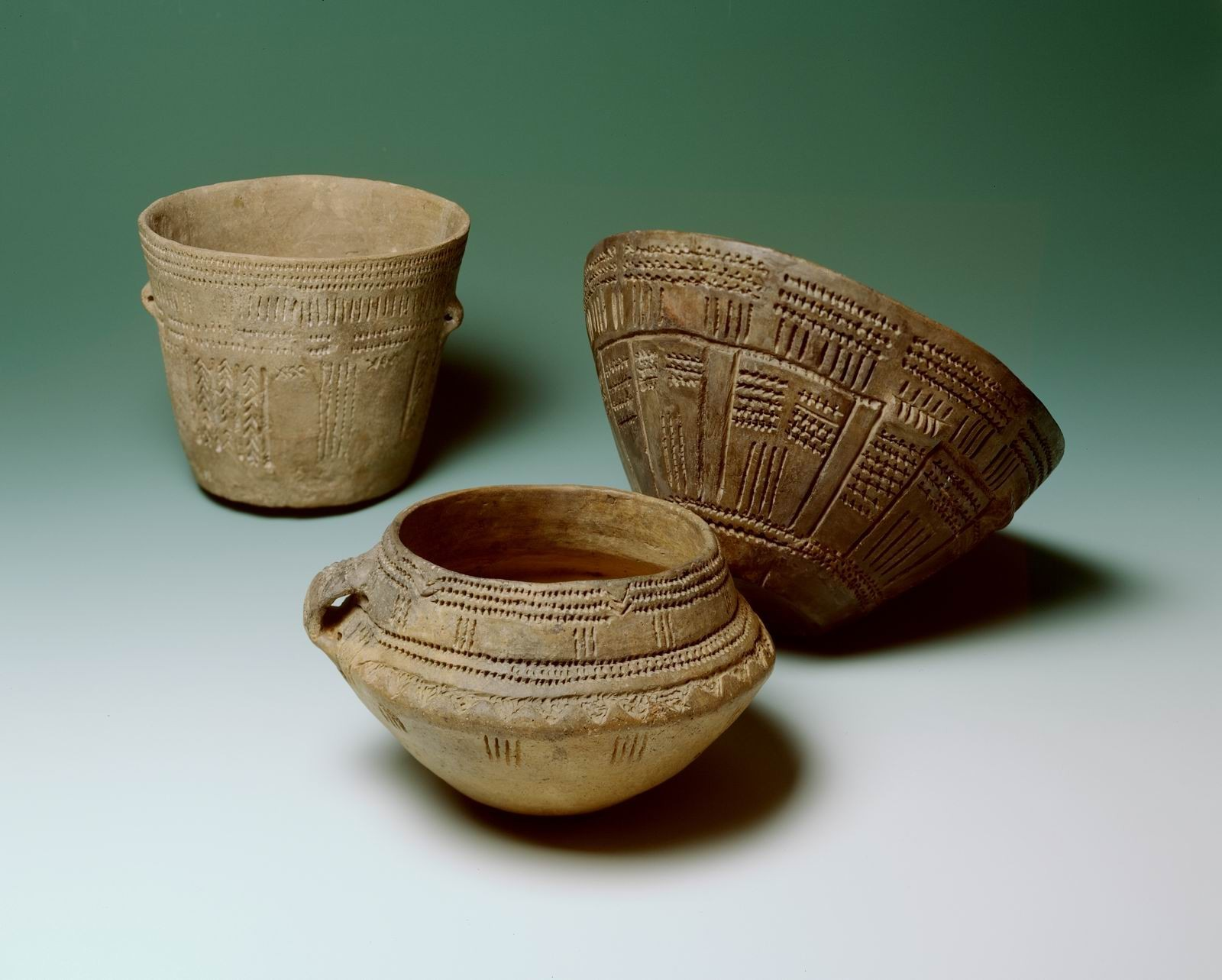
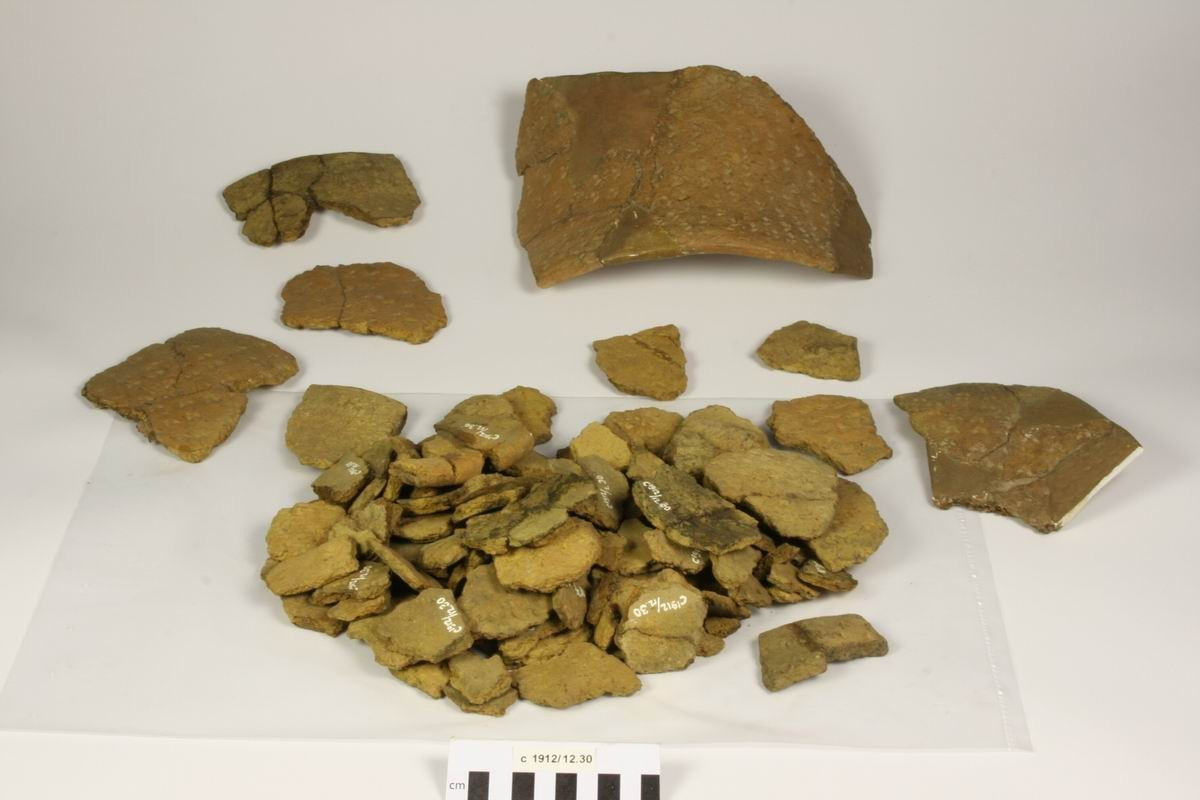

Weitere Funde aus Grab D19
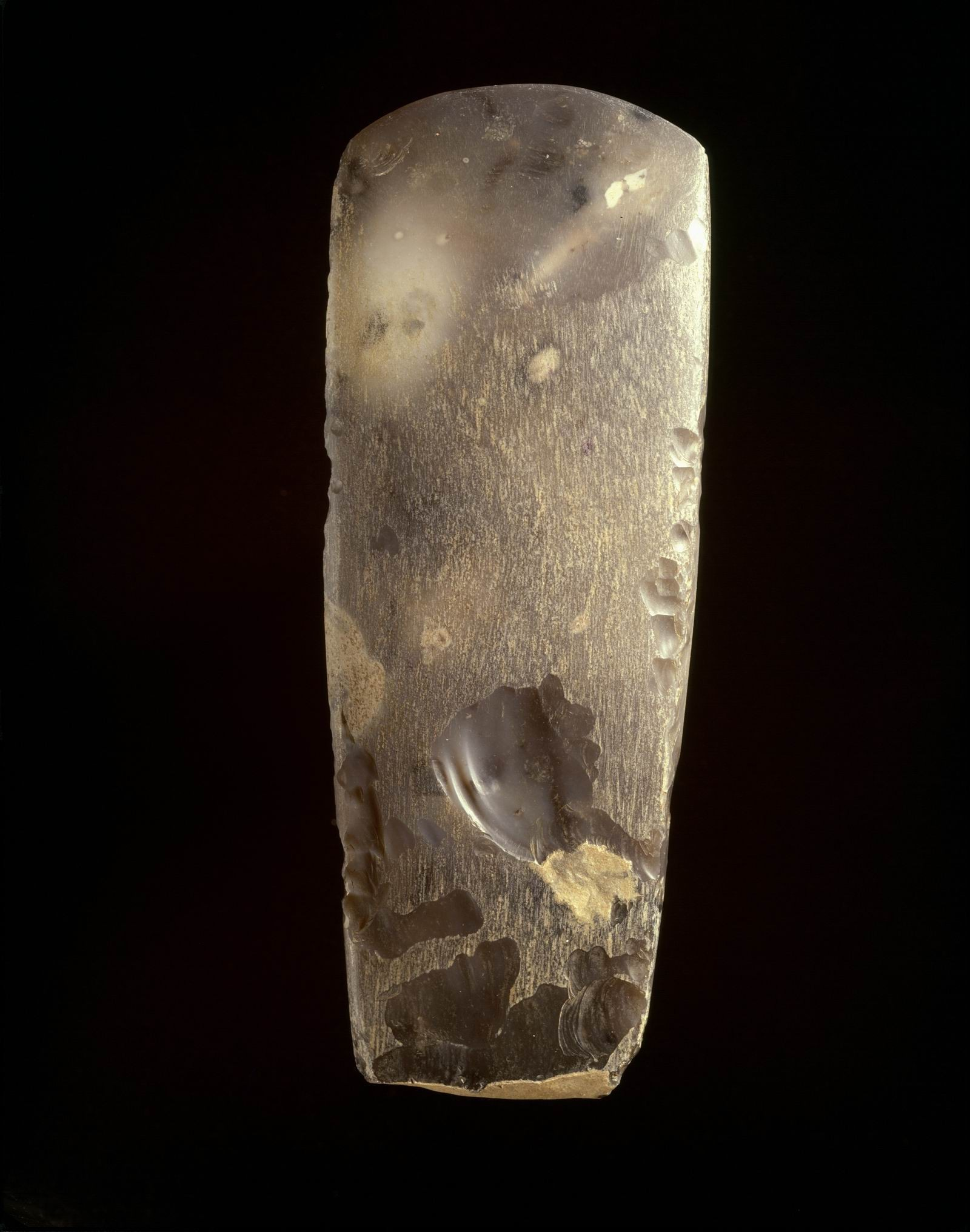
Feuersteinbeil
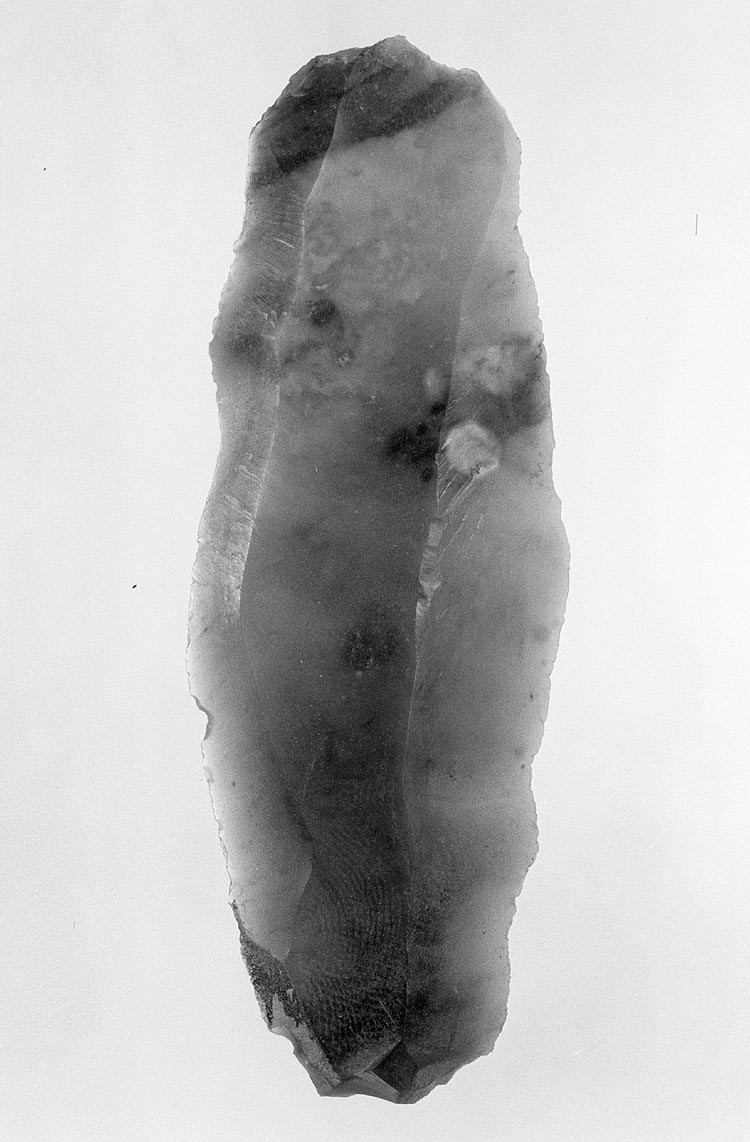
Feuerstein- klinge
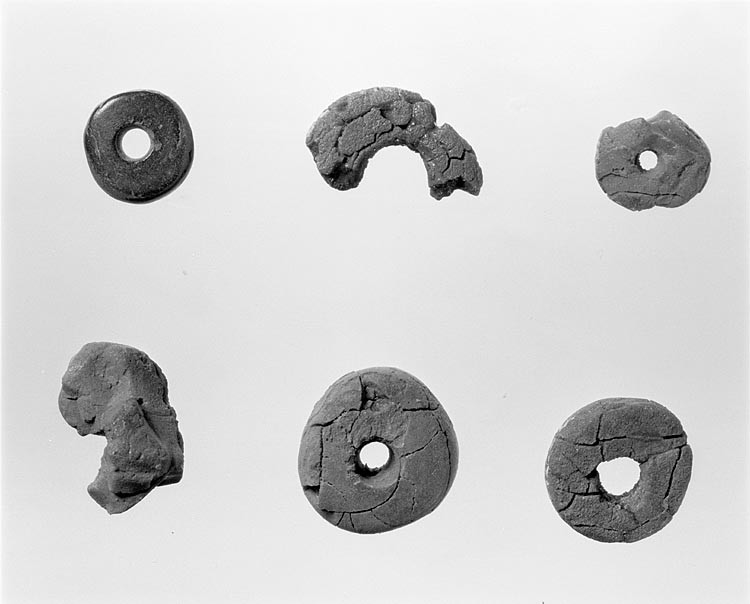
Bernsteinperlen
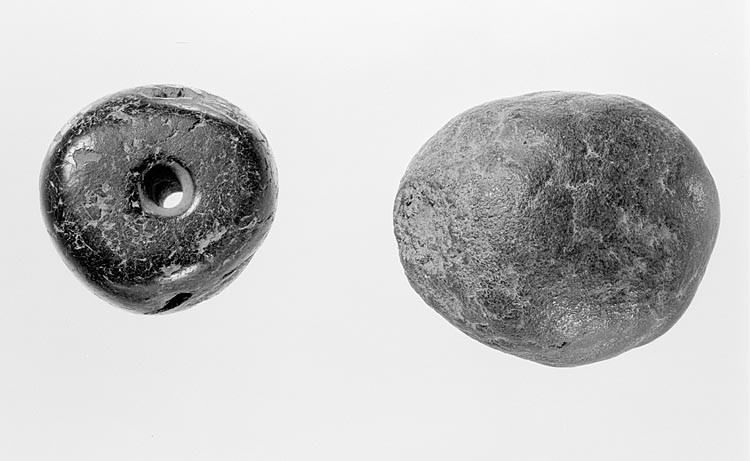
Gagatperle
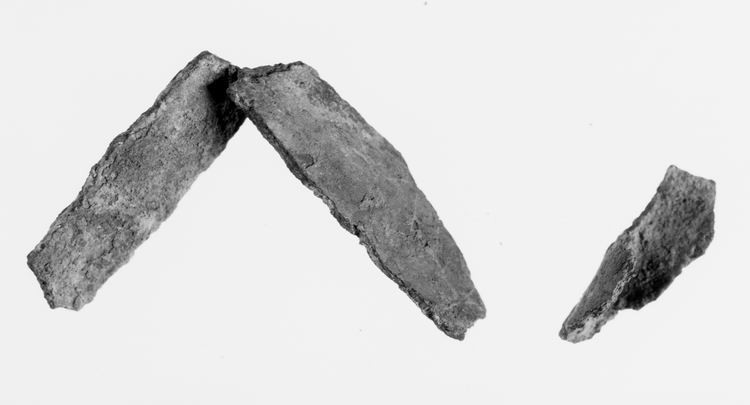
Bronzefragmente

### Grab D20

#### Architektur

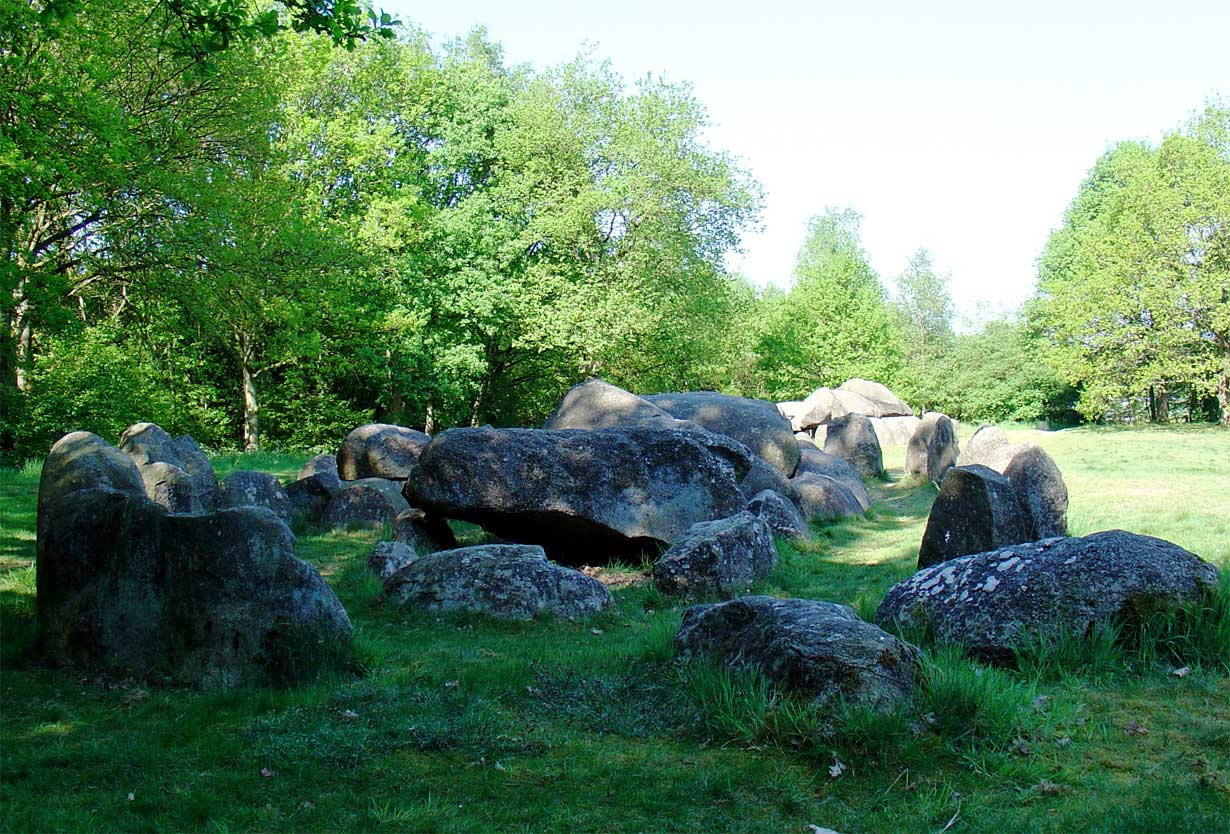
Grab D20

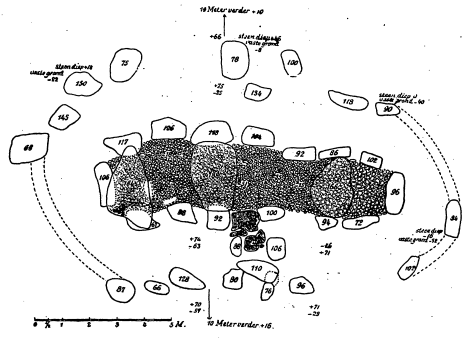
Grundriss von Grab D20 nach Holwerda

Bei D20 handelt es sich um ein ostsüdost-westnordwestlich orientiertes Ganggrab. Die ovale steinerne Umfassung ist noch weitgehend erhalten, nur im Westen fehlen einige Steine. Holwerda konnte bei seiner Untersuchung feststellen, dass die Umfassungssteine nicht in den anstehenden Boden eingegraben wurden, sondern in die bereits teilweise aufgeschüttete Hügelschüttung des Grabes. Die Grabkammer hat eine Länge von 11,3 m und eine Breite von 3,4 m. Sie besitzt sechs Wandsteine an der südlichen und sieben an der nördlichen Langseite sowie je einen Abschlussstein an den Schmalseiten. Von den ursprünglich sieben Decksteinen sind noch fünf erhalten, von denen einer im Inneren der Kammer liegt während die anderen auf den Wandsteinen aufliegen. Die Kammer besitzt ein Bodenpflaster aus Kies. An der Mitte der südlichen Langseite befindet sich der Zugang. Ihm ist ein Gang aus zwei Wandsteinpaaren und einem Deckstein vorgelagert. Hochkant stehende Steinplatten bilden eine Schwelle zwischen dem Gang und der Kammer.

#### Bestattungen
Aus Grab D20 stammen geringe Reste von Leichenbrand. Die geborgene Menge betrug nur 3,2 g. Die Knochen gehörten zu einem Individuum, dessen Sterbealter und Geschlecht sich nicht mehr bestimmen ließen.

#### Beigaben
Die Beigaben aus Grab D20 waren deutlich spärlicher als in D19. Hier fand Holwerda nur eine geringe Anzahl an Gefäßen sowie einen Feuerstein-Kern und einige Bruchstücke aus Feuerstein. Die Funde befinden sich heute im Rijksmuseum van Oudheden in Leiden.

Keramik aus Grab D20
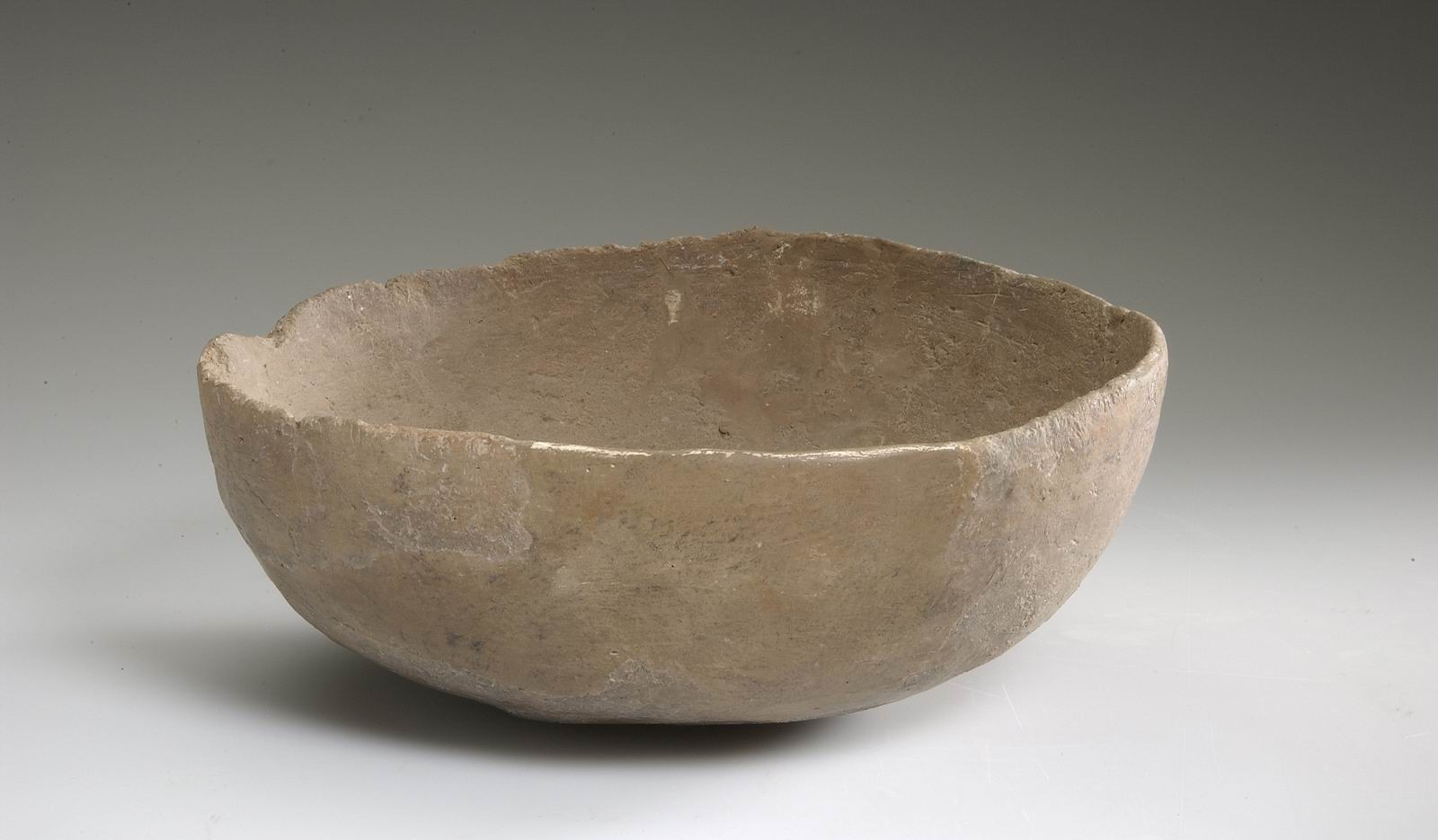
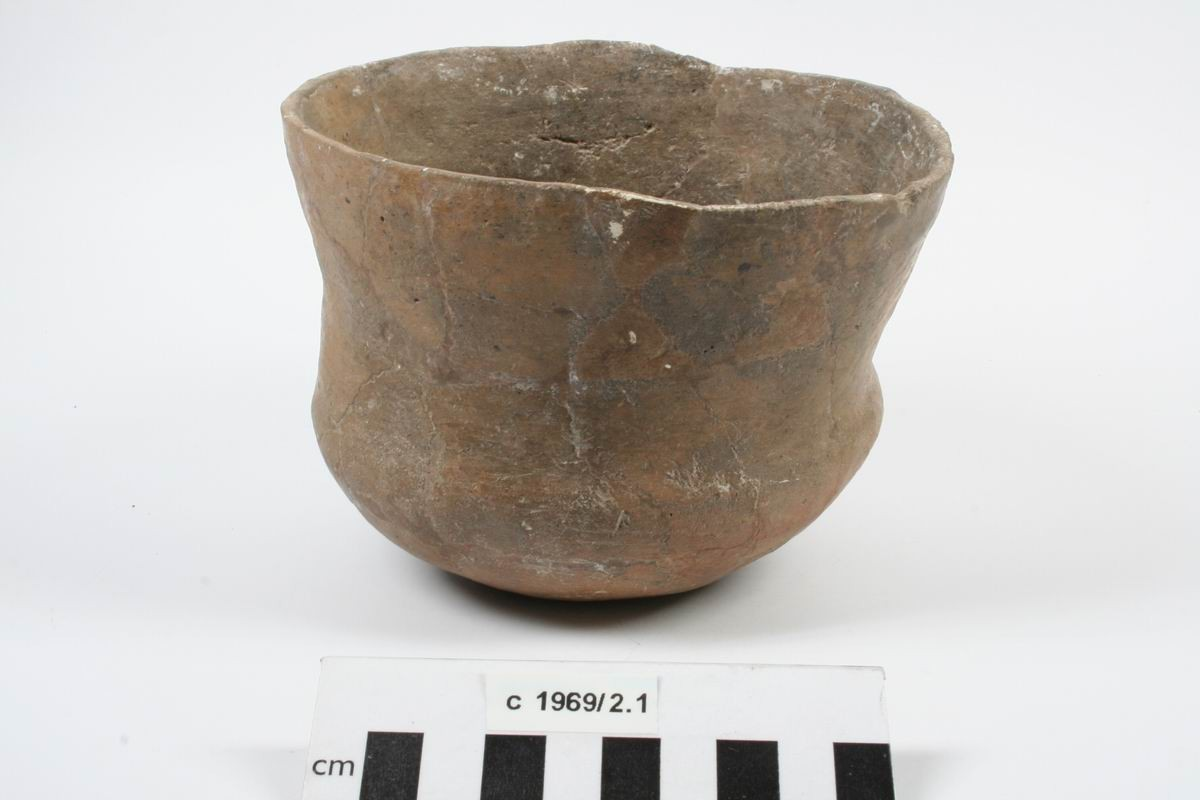
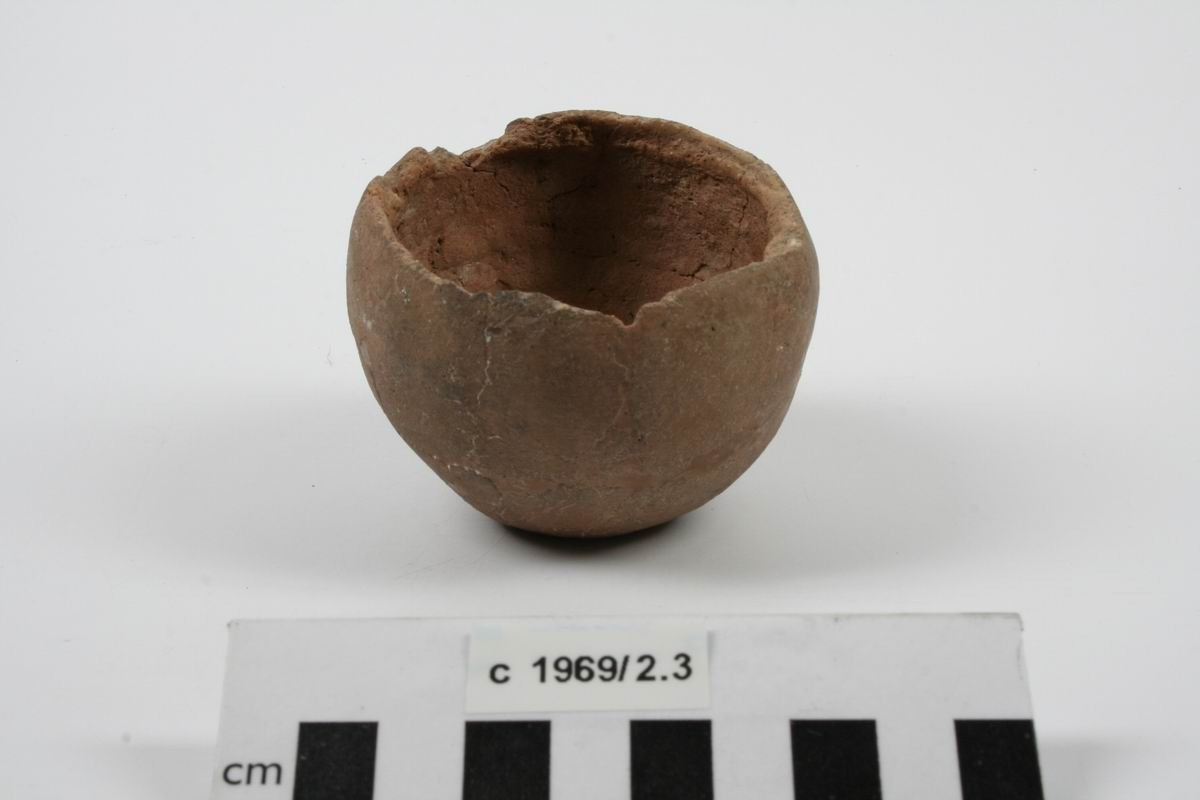
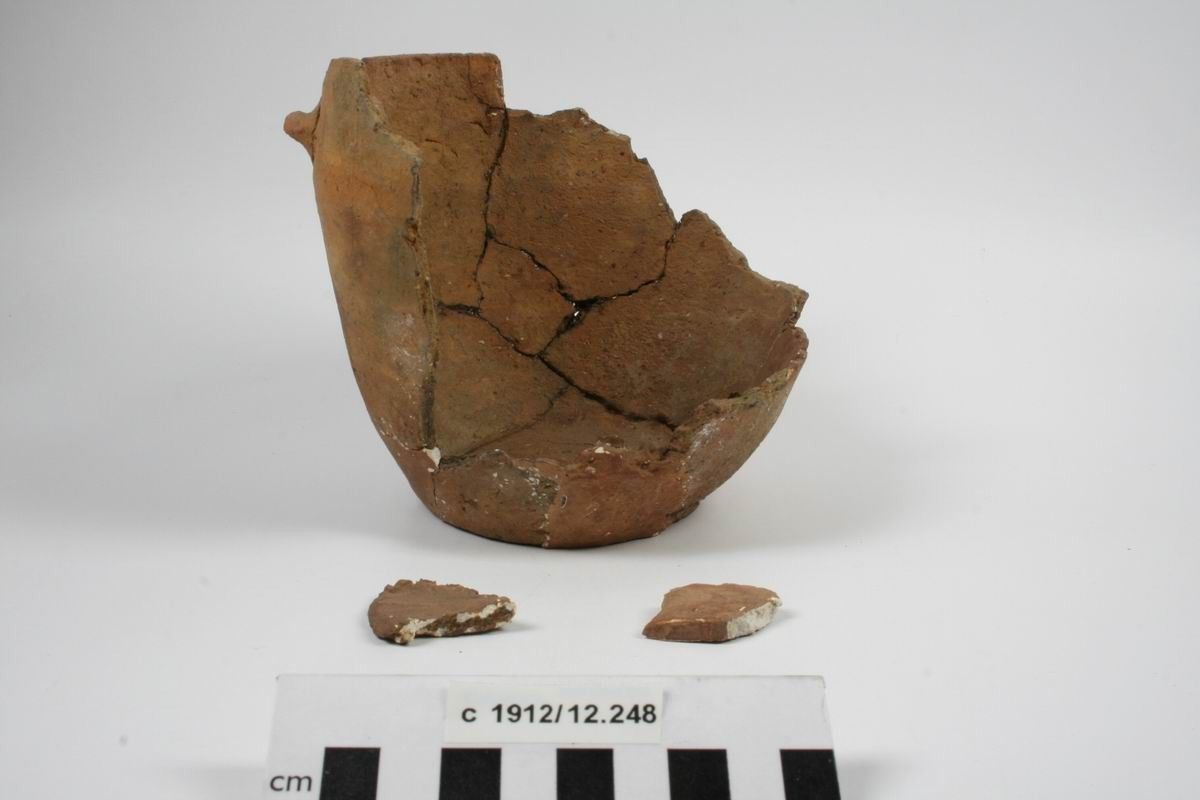
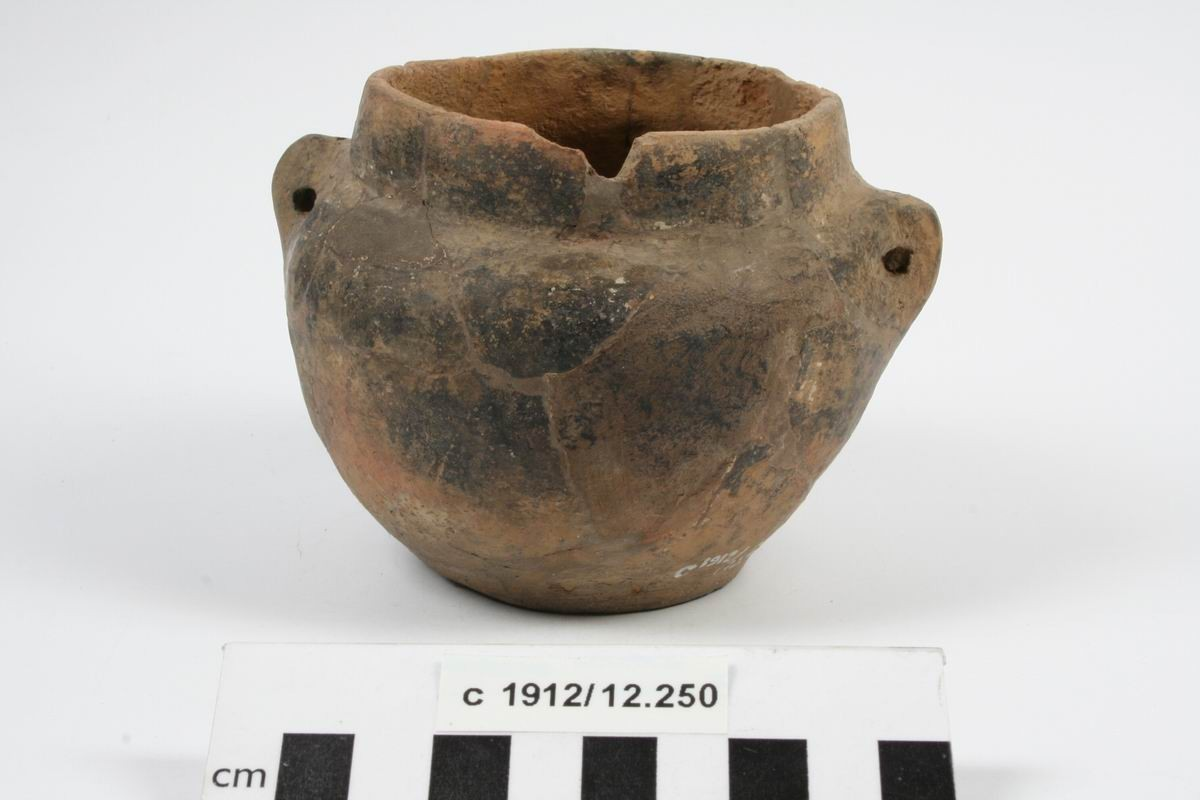